# Герцог Чандос

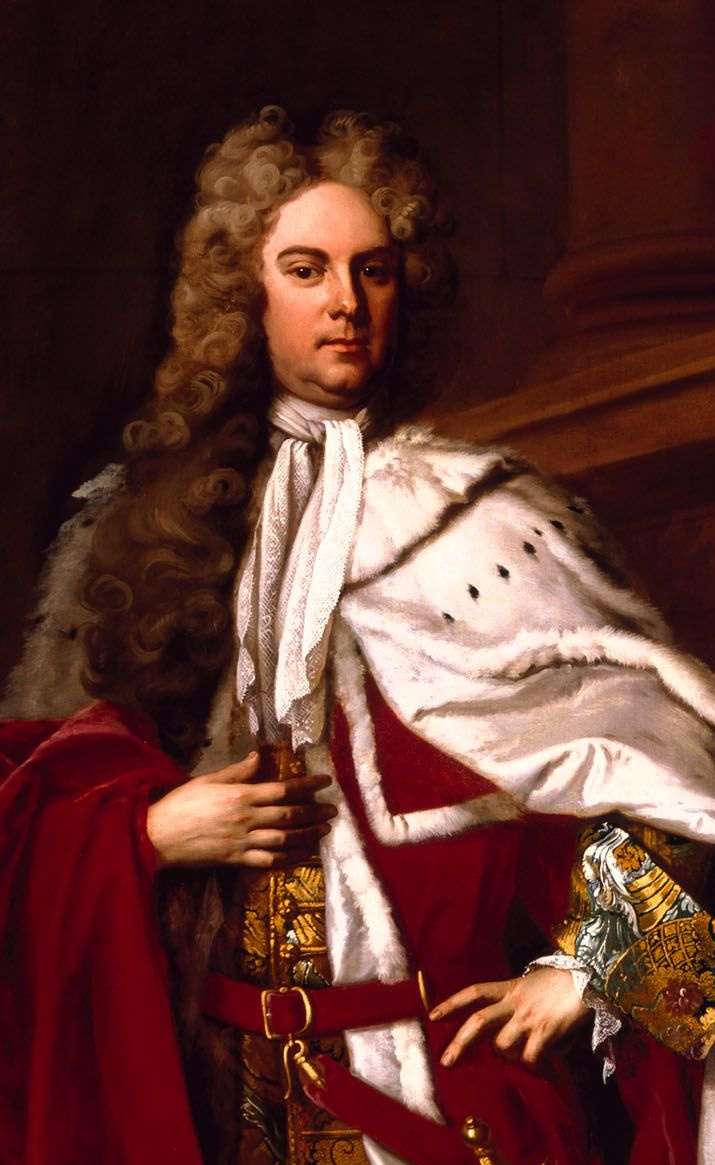
Джеймс Бриджес, 1-й герцог Чандос (1673—1744), автор — шведский художник Майкл Даль

Герцог Чандос — угасший наследственный титул в системе Пэрства Великобритании. Титул был создан в 1719 году для Джеймса Бриджеса, 9-го барона Чандоса и 1-го графа Карнарвона (1673—1744).

## История
В 1337 году был создан титул барона Чандоса из Садли (пэрство Англии) для Роджера де Чандоса (умер в 1353). После его смерти наследники не заседали в Палате лордов.
В 1554 году титул барона Чандоса был воссоздан для Джона Бриджеса (1492—1557), бывшего депутата Палаты общин от Глостершира. В 1557 году ему наследовал старший сын Эдмунд Бриджес, 2-й барон Чандос (ок. 1522—1573). Участник войн с Францией и Шотландией, в 1572 году он стал кавалером Ордена подвязки. В 1573 году его сменил старший сын Джайлс Бриджес, 3-й барон Чандос (1548—1594). Он избирался в Палату общин Англии от Криклейда и Глостершира, а также занимал должность лорда-лейтенанта Глостершира (1586—1594). В 1594 году титул унаследовал его младший брат Уильям Бриджес, 4-й барон Чандос (1552—1602), который избирался в Палату общин от Криклейда и занимал должность лорда-лейтенанта Глостершира (1595—1602). Его единственный сын Грей Бриджес, 5-й барон Чандос (1580—1621), занимал пост лорда-лейтенанта Глостершира (1613—1621). В 1621 году ему наследовал его второй сын Джордж Бриджес, 6-й барон Чандос (1620—1655), который являлся лордом-лейтенантом Глостершира (1641—1646). Он скончался, не отставив мужского потомства, титул унаследовал его младший брат Уильям Бриджес, 7-й барон Чандос (умер в 1676), который тоже не оставил сыновей. В 1676 году титул перешел к его родственнику сэру Джеймсу Бриджесу (1642—1714), 3-му баронету из Уилтона (с 1651), который был английским послом в Стамбуле с 1681 по 1687 год. Его сын Джеймс Бриджес, 9-й барон Чандос (1673—1744), был пожалован титулами графа Карнарвона (1714) и герцога Чандоса (1719). Его дополнительными титулами были маркиз Карнарвон (1719) и виконт Уилтон (1714). Все эти титулы были созданы в пэрстве Великобритании. 1-й герцог Чандос построил большой загородный дом Кэннонс-хаус в Харроу, районе (боро) Лондона. Здесь по приглашению герцога в 1717—1719 годах гостил известный немецкий и английский композитор Георг Фридрих Гендель. В 1744 году ему наследовал второй сын Генри Бриджес, 2-й герцог Чандос (1708—1771), который ранее дважды избирался в Палату общин. Из-за огромных долгов отца и краха Компании Южных морей 2-й герцог Чандос вынужден был в 1747 году снести родовое имение Кэннонс-хаус и распродать её имущество. На её месте Уильям Халлетт построил скромную виллу, на территории которой в настоящее время располагается Северная Лондонская коллегиальная школа.
В 1771 году титулы унаследовал Джеймс Бриджес, 3-й герцог Чандос (1731—1789), единственный сын 2-го герцога Чандоса. Он дважды избирался в Палату общин Великобритании, а также занимал должности лорда-лейтенанта Хэмпшира (1763—1764, 1771—1780) и лорда-стюарда (1783—1789), являлся великим магистром Великой ложи Англии (1754—1757). Он был дважды женат, и оставил одну дочь от второго брака — Леди Энн Элизабет Бриджес (1779—1836). После смерти 3-го герцога Чандоса титулы угасли.
Сэмуэл Эгертон Бриджес (1762—1837), 1-й баронет из Дентон-Корта (с 1814 года), известный библиограф и генеалог, дальний родственник 3-го герцога Чандоса, стал претендовать на баронство, вначале в пользу своего брата Эдварда Таймвелла Бриджеса, а затем от своего имени. Судебная тяжба продолжалась с 1790 по 1803 год. Их претензии на баронский титул были отклонены, но Эгертон Бриджес продолжал именовать себя бароном Чандосом из Садли.

## Бароны Чандос из Садли, первая креация (1337)
- Роджер де Чандос, 1-й барон Чандос из Садли (ум. 24 сентября 1353), сын Роберта де Чандоса (ум. 1302)
- Томас Чандос, 2-й барон Чандос (ок. 1323 — 6 октября 1375), сын предыдущего, шериф Херефордшира (1359—1360, 1367—1368, 1370—1371 и 1373—1374).
- Джон Чандос, 3-й барон Чандос (ок. 1349 — 16 декабря 1428), сын предыдущего. Шериф Херефордшира (1382), скончался бездетным.
- Джайлс Брюгге, 4-й барон Чандос (1396—1467), сын Томаса Брюгге (ум. 1408) и Элис Беркли (ум. 1414), внук Элизабет Чандос, дочери Томаса де Чандоса, 2-го барона Чандоса. Шериф Глостершира (1429—1430, 1453—1454).
- Томас Брюгге, 5-й барон Чандос де-юре (ок. 1427 — 30 января 1493), сын предыдущего и Кэтрин Клиффорд
- Джайлс Брюгге, 6-й барон Чандос (ок. 1462 — 1 декабря 1511), старший сын предыдущего от брака с Флоренс Даррелл. Шериф Глостершира (1499).

Большинство источников сообщает, что титул барона Чандоса прервался после смерти 1-го лорда Чандоса, но некоторые считают, что его сын и внук также носили титула барона Чандоса.

## Бароны Чандос, вторая креация (1554)

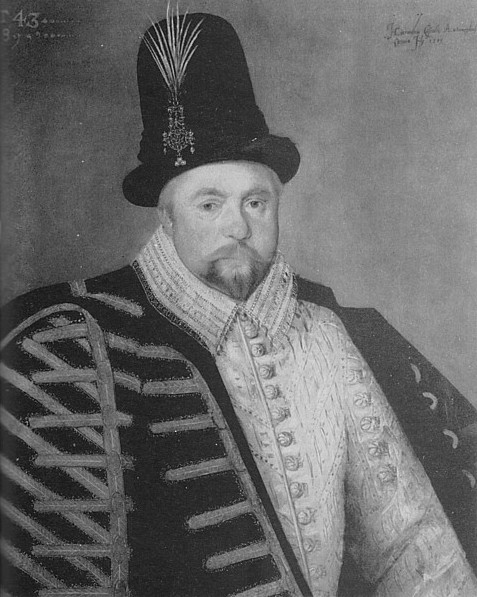
Джайлс Бриджес, 3-й барон Чандос, 1589 год

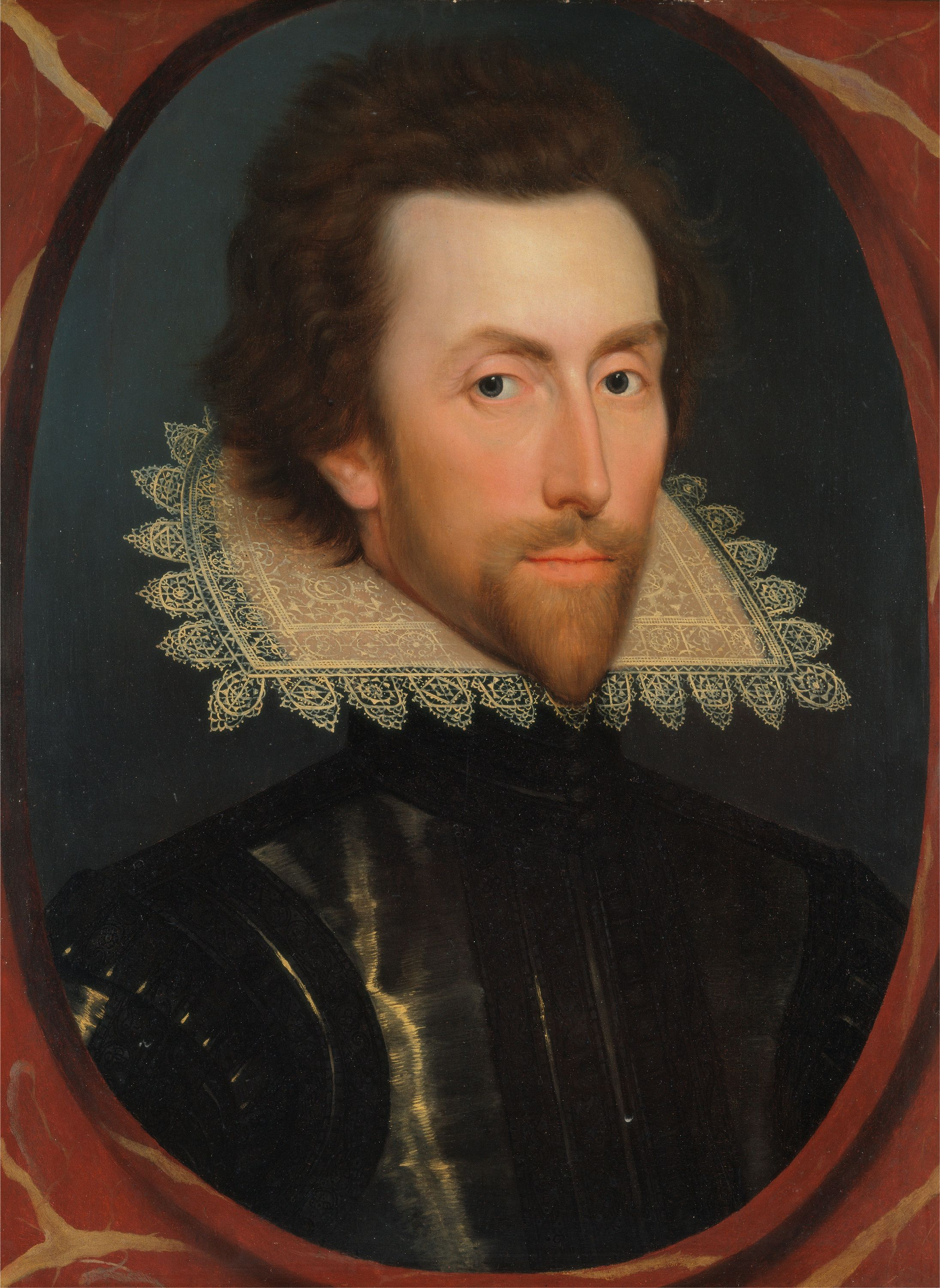
Грей Бриджес, 5-й барон Чандос, портрет Уильяма Ларкина, 1615 год

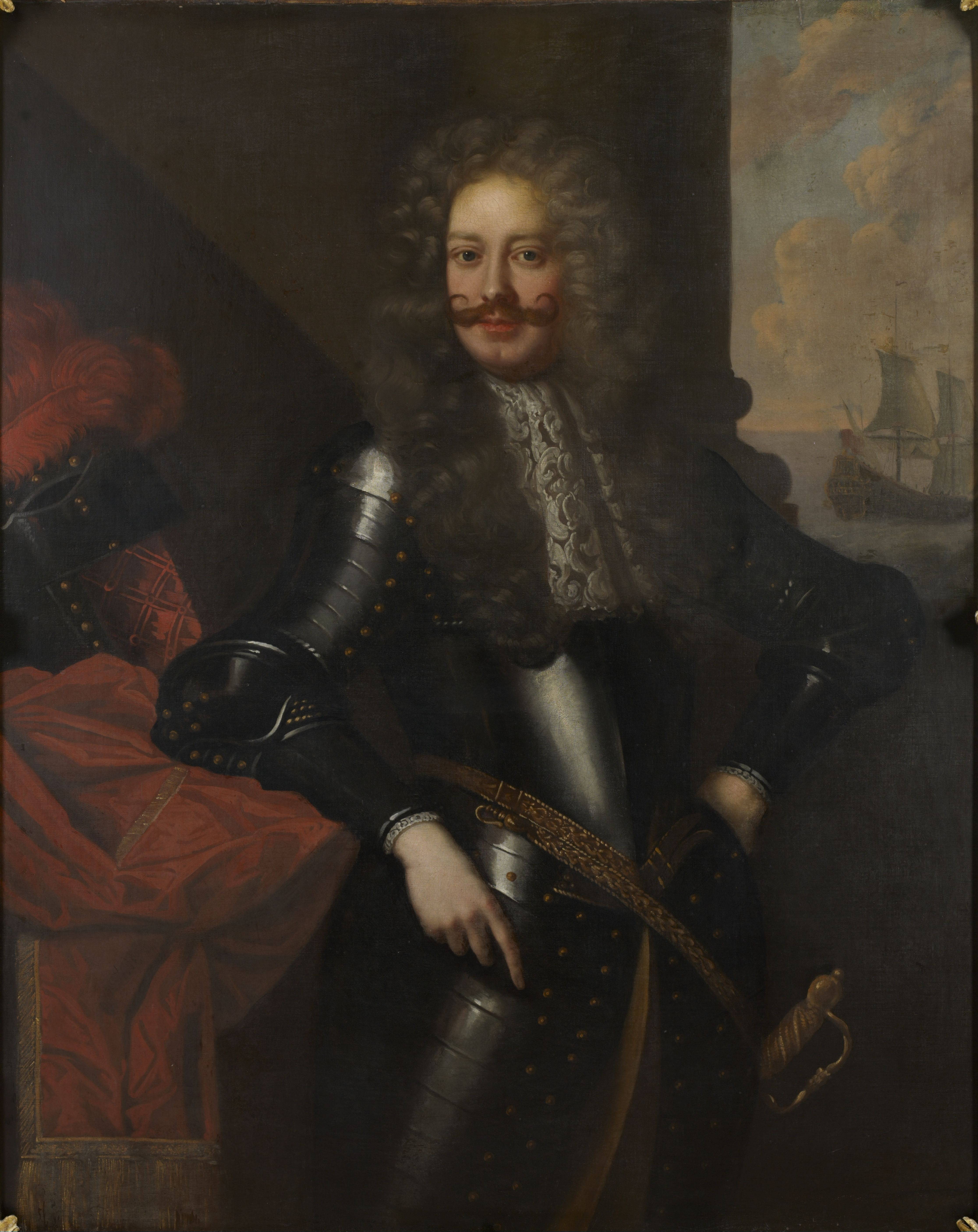
Джеймс Бриджес, 8-й лорд Чандос

- Джон Бриджес, 1-й барон Чандос (9 марта 1492 — 12 апреля 1557), старший сын Джайлса Брюгге, 6-го барона Чандоса;
- Эдмунд Бриджес, 2-й барон Чандос (ок. 1522 — 11 марта 1573) старший сын 1-го барона;
- Джайлс Бриджес, 3-й барон Чандос (ок. 1548 — 21 февраля 1594), старший сын 2-го барона, умер без мужского потомства;
- Уильям Бриджес, 4-й барон Чандос (ок. 1552 — 18 ноября 1602), младший сын 2-го барона Чандоса;
- Грей Бриджес, 5-й барон Чандос (ок. 1581 — 10 августа 1621), единственный сын 4-го барона Чандоса;
- Джордж Бриджес, 6-й барон Чандос (9 августа 1620 — февраль 1655), старший сын 5-го барона, умер без мужского потомства;
- Уильям Бриджес, 7-й барон Чандос (1621 — август 1676), младший сын 5-го барона, умер без мужского потомства;
- Джеймс Бриджес, 8-й барон Чандос (сентябрь 1642 — 16 октября 1714), единственный сын сэра Джона Бриджеса, 2-го баронета (1623—1651/1652), потомок Джона Бриджеса, 1-го барона Чандоса;
- Джеймс Бриджес, 9-й барон Чандос (6 января 1673 — 9 августа 1744), старший сын Джеймса Бриджеса, 8-го барона Чандоса, 1-й граф Карнарвон с 1714 года и 1-й герцог Чандос с 1719 года.

## Герцоги Чандос (1719)
- Джеймс Бриджес, 1-й герцог Чандос (6 января 1673 — 9 августа 1744), старший сын Джеймса Бриджеса, 8-го барона Чандоса;
  - Джон Бриджес, маркиз Карнарвон (15 января 1703 — 7 апреля 1727), старший сын 1-го герцога. Скончался, не оставив сыновей;
- Генри Бриджес, 2-й герцог Чандос (17 января 1708 — 28 ноября 1771), младший сын 1-го герцога Чандоса;
- Джеймс Бриджес, 3-й герцог Чандос (27 декабря 1731 — 29 сентября 1789), единственный сын 2-го герцога Чандоса, умер без мужского потомства.